# قومية عربية

الخريطة التي يرفعها القوميون العرب والتي تضم مناطق من خارج الدول العربية، وهي إقليم الأحواز و جزر أبو موسى وطنب الكبرى وطنب الصغرى في إيران، ولواء إسكندرون في تركيا، وفلسطين التاريخية التي تحتلها إسرائيل، وسبتة ومليلية التي تحتلها إسبانيا، وجنوب السودان التي نالت استقلالها عن السودان عام 2011م

علم الثورة العربية: أول علم عربي حديث (علم الدولة العربية الموحدة)، ويستعمل للدلالة على الوطن العربي والوحدة العربية

نبالة (شعار) صقر قريش: هو أحد الرموز القومية العربية التي استخدمت في العديد من الدول القومية العربية

القومية العربية أو العروبة في مفهومها المعاصر هي الإيمان بأن الشعب العربي شعب واحد تجمعه اللغة والثقافة والتاريخ والجغرافيا والمصالح وبأن دولة عربية واحدة ستقوم لتجمع العرب ضمن حدودها من المحيط إلى الخليج. ايمان العرب بأنهم أمة قديم وربما من الصعب معرفة بداياته، فكان يظهر افتخار العرب بجنسهم في الشعر العربي، وفي عهد الإسلام تجسدت القومية بشعور العرب بأنهم أمة متميزة ضمن الإسلام، وزاد هذا الشعور خلال العهد الأموي. في العصر الحديث، جسدت هذه الفكرة بعقائد فكرية مثل الحركة الناصرية والتيار البعثي الذين كانا الأكثر شيوعاً في الوطن العربي خصوصاً في فترة أواسط القرن العشرين حتى نهاية السبعينات، والتي تميزت بقيام الجمهورية العربية المتحدة بين مصر وسوريا وشهدت محاولات وحدوية أخرى كثيرة. اكتسبت القومية العربية مدًا جديدًَا شعبيًا نتيجة ثورات الربيع العربي وظهور تيار شعبي عربي يدعو لوحدة عربية يقودها الشعب، وليس الأنظمة المتسلطة التي ركبت موجة القومية دون أن تنجز شيئاً يذكر في هذا الاتجاه.
كان رواد ومؤسسي القومية العربية من المسيحيين في بلاد الشام مثل ناصيف اليازجي، بطرس البستاني، نجيب عازوري، وميشيل عفلق، ويري البعض أن هدفها الأساسي كان هدم الدولة العثمانية، إذ كانوا يُعدون فيها "أهل ذمة"، ويعاملون بدرجة أدني من المواطنين المسلمين وكانوا يُحرمون من تولي المناصب القيادية في الدولة.
يؤمن القوميون العرب بالعروبة كعقيدة ناتجة عن تراث مشترك من اللغة والثقافة والتاريخ إضافة إلى مبدأ حرية الأديان. الوحدة العربية هدف القوميين العرب.
تعريف الوحدة العربية والذي ساد في حقبة الستينات وحتى الثمانينيات كان يتبنى الوحدة الاندماجية، وبعد فشل الأحزاب والقادة الذين رفعوا شعار الوحدة الاندماجية بات القوميون يطرحون مفهوماً جديداً للوحدة العربية يعتبر قريبا من المشروع الأوروبي، أي الدعوة للانصهار في كتلة ذات سياسة خارجية موحدة، وذات ثقل اقتصادي كبير يقوم على التكامل الاقتصادي والعملة الموحدة وحرية انتقال الأفراد والبضائع بين الأقطار المختلفة، بالإضافة لتفعيل اتفاقية الدفاع العربي المشترك للوصول إلى اتحاد عربي مع المحافظة على خصوصيات اجتماعية أو ثقافية قد توجد في بعض المناطق العربية.
في هذا السياق، يعرف المفكر العربي عزمي بشارة القومية العربية كالآتي:
| قومية عربية | القومية العربية ليست رابطة دم ولا عرق، بل هي جماعة متحلية بأدوات اللغة ووسائل الاتصال الحديثة تسعى إلى أن تصبح أمة ذات سيادة | قومية عربية |

القومية العربية كانت في البداية حركة علمانية. رفض القوميون العرب بشكل عام الدين كعنصر أساسي في الهوية السياسية، وعززوا وحدة العرب بغض النظر عن الهوية الطائفية. ومع ذلك فإن حقيقة أن معظم العرب كانوا مسلمين قد استخدمها البعض لبنة مهمة في تكوين هوية وطنية عربية جديدة. ومن الأمثلة على ذلك ميشيل عفلق، مؤسس مع صلاح الدين البيطار وزكي الأرسوزي من حزب البعث في سوريا في الأربعينيات. عفلق، رغم كونه مسيحياً، اعتبر الإسلام شهادة على "العبقرية العربية"، وقال ذات مرة: «محمد كان مثالاً لكل العرب. فليكن كل العرب اليوم محمديين.» منذ أن وصل العرب إلى أعظم أمجادهم من خلال انتشار الإسلام، كان يُنظر إلى الإسلام على أنه رسالة عالمية وتعبير عن العبقرية العلمانية من جانب الشعوب العربية. لقد أعطى الإسلام للعرب "ماضيًا مجيدًا" يختلف كثيرًا عن "الحاضر المخزي". في الواقع، كانت متاعب الوجود العربي بسبب انحراف العرب عن الإسلام "رمزهم الأبدي الكامل". احتاج العرب إلى "البعث "بالعربية). بعد الانقلابات العسكرية البعثية في العراق وسوريا في الستينيات، "ساهم البعثيون بقدر ضئيل جدًا في تطوير القومية العربية الشاملة، التي كانت سبب وجودها الأصلي".
في غضون ذلك ، سعى الملك فيصل ملك المملكة العربية السعودية إلى مواجهة تأثيرات القومية والشيوعية العربية في المنطقة بسبب تشكيلها خطرًا علي حكمه وثروات بلاده، فسعي لتعزيز القومية الإسلامية كبديل عبر تقديم الدعم لجماعة الإخوان المسلمين والأحزاب الإسلامية الأخري المنادية بالأممية الإسلامية والخلافة الإسلامية، وإعتبار القومية دعوة جاهلية وكذلك دعم العلماء والدعاة لمواجهة فكرة القومية والشيوعية. ودعا إلى إنشاء رابطة العالم الإسلامي، وزار العديد من الدول الإسلامية للدعوة للفكرة. كما انخرط في حرب دعائية وإعلامية مع جمال عبد الناصر الذي تبني فكرة القومية العربية العلمانية.

## التسمية
يجري اصطلاحاً استخدام العروبة بمعنى مرادف للقومية العربية لكن هناك من يقول بالفرق بين العروبة والقومية العربية. وهناك من ينادي بفك الازدواج بين العروبة والقومية العربية للمساعدة في توضيح المقصود من حيث المعنى اللغوي والسياسي ومن هؤلاء الكاتب العراقي حسن العلوي حيث وصف العروبة والقومية العربية بالتوأم الوهمي.
فالعروبة انتساب إلى العرب وتعني فقط الانتساب المجرد عن المعنى السياسي، فمن الممكن للإسلامي أن يكون عروبياً وللماركسي أن يكون عروبياً لأن العروبة مجردة من المعنى السياسي فهي شعور بالانتماء لا أكثر.
أما القومية عند البعض فتعني القوم المنحدرين نسباً من صلب جد واحد، ومع التطور التاريخي انسلخ مصطلح القومية عن جذوره اللغوية فأصبح معناه قريباً من معنى الأمة، وأصبح ذا دلالة سياسية.

## افتخار العرب بنسبهم في الشعر
برز اهتمام العرب وتفاخرهم بنسبهم في الشعر والأدب. ومن الأمثلة على ذلك ما ورد على لسان جرير:
وفي العصر العباسي اشتهر بيت البحتري:
وهو من أشهر ما كتبت العرب في افتخارها بنسبها.
رافق الاعتزاز بالعروبة الحركات الوطنية الهادفة للانعتاق من الاستعمار، ومن الأمثلة ما قاله الشيخ أحمد الشارف محمسا الليبيين ضد الاستعمار الإيطالي:

## التسلسل التاريخي

### ما قبل الإسلام
اعتز العرب قبل الإسلام بنسبهم وانتمائهم وآدابهم وخاصة الشعر.

### صدر الإسلام
كان حمل العرب لرسالة الإسلام أعظم حدث مر في تاريخهم، وهو ما جعلهم أمة متحدة ذات توجه واحد وكيان سياسي موحد بعد أن كانوا قبائل تقتتل فيما بينها وتدين بالولاء لإمبراطوريات تسيطر على الأجزاء الشمالية من الوطن العربي آنذاك، وهما الإمبراطورية الفارسية والإمبراطورية الرومانية.
كان فضل العرب في الإسلام واضحا، وهناك أحاديث شريفة كثيرة (ولو أن بعضها ضعيف) تقول بفضل العرب وافتخار النبي محمد بأصله ونسبه. وفي هذا يلخص الشيخ محمد صالح المنجد هذا الرأي في موقع الإسلام سؤال وجواب رأي شيخ الإسلام ابن تيمية:
| قومية عربية | الذي عليه أهل السنة والجماعة اعتقاد أن جنس العرب أفضل من جنس العجم: عبرانيهم وسريانيهم، رومهم وفرسهم، وغيرهم. وأن قريشا أفضل العرب، وأن بني هاشم أفضل قريش، وأن رسول الله صلى الله عليه وسلم أفضل بني هاشم، فهو أفضل الخلق نفسا، وأفضلهم نسبا | قومية عربية |

أفرد علماء كثر كتبا خاصة تتحدث عن فضل العرب، نذكر منها «مبلغ الأرب في فخر العرب» للإمام ابن حجر الهيتمي، و«فضل العرب والتنبيه على علومها» للإمام ابن قتيبة، و«محجة القرب في فضل العرب» للإمام العراقي، و«مسبوك الذهب في فضل العرب وشرف العلم على شرف النسب» للشيخ مرعي الكرمي و«خصائص جزيرة العرب» للشيخ بكر أبو زيد.
ويلخص الشيخ محمد صالح المنجد هذا الرأي في موقع الإسلام سؤال وجواب:
| قومية عربية | ومن المقرر أيضا في السنة النبوية أن العروبة مفضلة على غيرها من الأجناس، فقد اختار الله سبحانه وتعالى النبي محمدا صلى الله عليه وسلم من العرب، وجعل القرآن –الذي هو الرسالة الخالدة– عربيا، واتفق أهل السنة والجماعة على أفضلية العروبة على غيرها من الأعراق والأنساب | قومية عربية |

ويضيف: 
| قومية عربية | فإن عمر بن الخطاب رضي الله عنه لما وضع ديوان العطاء كتب الناس على قدر أنسابهم، فبدأ بأقربهم نسبا إلى رسول الله صلى الله عليه وسلم، فلما انقضت العرب ذكر العجم، هكذا كان الديوان على عهد الخلفاء الراشدين وسائر الخلفاء من بني أمية وولد العباس إلى أن تغير الأمر بعد ذلك | قومية عربية |

### الدولة الأموية
شكلت الدولة الأموية الفترة الذهبية للعرب ولنفوذهم ووحدتهم.

### منذ القرن التاسع عشر
مع نهايات القرن التاسع عشر وبدايات القرن العشرين أو عصر القوميات كما يسميه البعض، أصبحت القومية العربية القوة السياسية الأولى والمحركة للجماهير في بلاد الشام والعراق. يرجع جورج أنطونيوس في كتابه يقظة العرب بداية يقظة العرب الحديثة (وصعود القومية العربية) إلى فترة الجمعيات الأدبية والعلمية، أي من سنة 1847 إلى 1868. كانت العودة القوية للقومية العربية في القرن التاسع عشر ردة فعل على سياسة جمعية الاتحاد والترقي القمعية للعرب والتي عملت على تتريكهم وإلغاء وجودهم الثقافي. في ظل فشل الرابطة الإسلامية والقمع المتزايد والأزمات الاقتصادية، التف عرب المشرق حول القومية العربية للانعتاق من النفوذ التركي. يقول المفكر عصمت سيف الدولة:
كان من رواد حركة القومية العربية مفكرون من أمثال قسطنطين زريق وساطع الحصري وزكي الأرسوزي وعبد الرحمن عزام ومحمد عزة دروزة.
تجلت القومية العربية في أوجها بالثورة العربية الكبرى التي قادها الشريف حسين من مكة، لكن الآمال المعقودة على الحصول على دولة الوحدة تقوضت بأسرها بعد عقد فرنسا وبريطانيا اتفاقية سايكس بيكو والتي قسمت إرث الدولة العثمانية وبخاصة المشرق العربي.

### البدايات الفكرية في العصر الحديث
أول إرهاصات القومية العربية كانت في بلاد الشام بعد حملة محمد علي والتدخل الأوروبي الذي تبع ذلك. في البداية كانت مطالب القوميين العرب محدودة بالإصلاح داخل الدولة العثمانية، واستخدام أوسع للغة العربية في التعليم والإدارات المحلية، وإبقاء المجندين العرب في وقت السلم في خدمات محلية. طرأ تشدد على المطالب إثر ثورة عام 1908 في الآستانة وبرنامج التتريك الذي فرضته حكومة جمعية الاتحاد والترقي (والمعروفة بتركيا الفتاة). إلا أنه حتى ذلك الوقت لم يمثل القوميون العرب تياراً شعبياً يعتد به حتى في سوريا معقلها الأقوى آنذاك، فمعظم العرب كان ولاؤهم لدينهم أو طائفتهم أو قبيلتهم أو حكوماتهم المحلية. عقائد الجامعة العثمانية والرابطة الإسلامية كانا منافسين قويين للقومية العربية. كانت أبرز الحركات القومية آنذاك متجسمة في جمعيات ونواد مثل جمعية العربية الفتاة والجمعية العلمية السورية والمنتدى الأدبي والجمعية القحطانية وجمعية العهد وغيرها.
في عام 1913 اجتمع بعض المفكرين والسياسيين العرب في باريس في المؤتمر العربي الأول. وتوصلوا إلى قائمة من المطالب للحكم الذاتي داخل الدولة العثمانية. وطالبوا كذلك ألا يُطلب من المجندين العرب في الجيش العثماني أن يخدموا خارج أقاليمهم إلا في وقت الحرب.
تزايدت المشاعر القومية خلال انهيار السلطة العثمانية. ساعد القمع العنيف للجمعيات السرية في دمشق وبيروت من قبل جمال باشا وإعدامه الكثير من الوطنيين في عامي 1915 و1916 على تقوية المشاعر المضادة للأتراك. وفي نفس الوقت قام البريطانيون من جانبهم بتحريض حاكم مكة، الشريف حسين على الثورة العربية خلال الحرب العالمية الأولى. هُزم العثمانيون ودخلت القبائل العربية الموالية لفيصل، ابن الشريف حسين، دمشق عام 1918. حينها شهدت القومية العربية أولى محاولاتها لإقامة المملكة العربية بقيادة الملك فيصل الأول.
يعتبر عزيز السيد جاسم أن رسالة الفكر القومي العربي هي مواصلة النمو والتطور والحماية من الركود والتخلف والتراجع.
كان مسيحيو سوريا أكثر تحرراً من زملائهم المسلمين في النظرة إلى طبيعة الدولة الحديثة، فلم يكن لديهم هذا الالتباس مع الإسلام. وهذا ما تجلى في فكر بطرس البستاني واليازجيين، وأسهمت الأحداث الطائفية في لبنان وسوريا (1860–1861) بالانتماء المواطني على أساس القومية بعيداً عن التعصب الديني أو المذهبي.
شكل منتصف القرن التاسع عشر بداية واضحة للضعف العثماني، فقد خسرت تركيا الحرب مع روسيا واقتحمت فرنسا عدداً من ولاياتها. بدأت الحركات القومية الانفصالية في بلاد اليونان ووقع المغرب العربي تحت الاحتلال الفرنسي وانفصلت مصر عن الدولة، وشهدت بلاد الشام العديد من الانتفاضات الشعبية الفلاحية والحرفية. بدأت حركة من الإصلاحات داخل تنظيمات الدولة بهدف مواجهة هذه التحديات.
جاء الفكر القومي منذ لحظته التأسيسية ردة فعل على انهيار الرابطة الإسلامية نتيجة الأزمة الحضارية الشاملة للإمبراطورية العثمانية وصعود الأفكار والمشاريع القومية، خصوصاً في الجزء الأوروبي من تلك الإمبراطورية، قبل أن يفكر العرب في إيجاد الطروحات والمسوغات الفكرية لمشروعهم القومي. لم يفكر العرب بداية في الانفصال عن الدولة العثمانية، حيث سبقت الحركة القومية حركة إصلاح اتجهت إلى إنقاذ الإسلام السياسي من التخلف الذي ظهر في المواجهة مع الغرب (حركة التنظيمات). حاولوا أن يبلوروا هويتهم القومية من أجل تحسين سبل المشاركة مع العثمانيين بوصف العرب أصحاب مساهمة أساسية في الحضارة، لأنهم قدموا للشعوب الأخرى رسالة الإسلام. سعى العرب حتى مرحلة متقدمة لأن يشكلوا دولة اتحادية، وطالبوا باللامركزية السياسية والاتحاد الفيدرالي مع الأتراك. هذا على الأقل ما كانت عليه الأمور حتى المؤتمر العربي الأول في باريس عام 1913. ولعل خير تجسيد لذلك حركة المفكرين العرب الإصلاحيين وكذلك المسلمين من جنسيات مختلفة، كجمال الدين الأفغاني، ومحمد عبده، ورشيد رضا، وشكيب أرسلان.
جاء العرب إلى الفكر القومي من باب إحياء الإسلام. ذلك أن العرب اعتبروا دائماً أن لهم الفضل الأكبر في الحضارة الإسلامية. واعتقدوا أن الإسلام السياسي غير العربي ساهم في التقهقر والتخلف ورأوا وجوب إحياء التراث العربي كمقدمة لمشروع النهضة. وليس مصادفة أن أول مهمة للإحياء العربي كانت متجهة إلى إحياء اللغة العربية وآدابها. فلم يكن العرب يفكرون في أنهم يمتازون عنصرياً على غيرهم من الشعوب التي شاركتهم في الدين الإسلامي. لذلك نجد أن الفكر القومي العربي غالباً ما ركز على التراث اللغوي، وبالتالي على المرجع اللغوي الأساس والحاضن للثقافة العربية، أي القرآن الكريم.
جاءت يقظة العرب القومية كمحاولة لإحياء الإسلام السياسي وليس للانفصال عنه. ظلت هذه الملابسة قائمة حتى الآن. بل إن العرب لم يفكروا في الانفصال عن الدولة العثمانية ولم يقطعوا حبل اتصالهم الديني بها إلا في فترة متأخرة مع انهيار الدولة العثمانية وسيطرة الاستعمار الأوروبي (حركة الشريف حسين 1916). كان الاهتمام بلغة الضاد هو الأول لاستنهاض العروبة، كما كانت العودة إلى نقاوة الإسلام الأول إيذاناً بالحديث عن الدور العربي في الإسلام.
وفي تلك الفترة اشتغل المؤرخون على فكرة التاريخ الواحد لسوريا، ومنهم المطران الماروني يوسف الدبس. سعى جرجي زيدان إلى إحياء التراث العربي من خلال سلسلة رواياته التاريخية. أما نجيب عازوري الكاثوليكي فقد أسس عصبة الوطن العربي في عام 1904 وأصدر مجلة عام 1907 تعنى بمسألة الاستقلال العربي. ويعتبر كتابه الأكثر أهمية “يقظة الأمة العربية” المنشور عام 1907 والذي يتحدث فيه عن أمة عربية مكونة من مسيحيين ومسلمين. ووجوب إقامة دولة على أسس دستورية وليبرالية.
إن عبد الرحمن الكواكبي مثلاً (1849–1903) الذي كتب «طبائع الاستبداد» و«أم القرى» عالج بصورة أساسية تخلف الإسلام بسبب غياب الدولة المستندة إلى الحرية وإحكام العقل، وهو إذ يدعو إلى إعادة الدولة إلى سكة العدالة يدعو إلى نقل السلطة إلى أولئك الذين قدموا رسالة الإسلام بصفته النظام العادل. لكن مع ظهور الحركة القومية التركية وصعود “تركيا الفتاة” والنزعة الطورانية تطور موقف غالبية المثقفين العرب باتجاه بلورة المشروع القومي وقد كانت بداية هذا المسار المؤتمر العربي الأول الذي انعقد في باريس عام 1913.
لكن أفكار هؤلاء المثقفين بقيت تطالب باللامركزية إلى زمن الحرب العالمية الأولى (1915) وقيام الحركة العربية بقيادة الملك فيصل (1916) جراء الوعود الغربية بتحقيق استقلال العرب. لذلك نجد أن المفكرين القوميين الذين بلوروا المشروع القومي باتجاهاته المختلفة في مطلع القرن العشرين أو النصف الأول منه قد تأثروا بهذه العناصر، فلم يتجه الفكر القومي العربي إلى العنصرية (الجنسية) القومية كأساس في المشروع القومي، فهم ركزوا بصورة أساسية على اللغة والثقافة (ومنهم بشكل خاص قسطنطين زريق) أو كما هو الحال المفكر العربي ميشال عفلق، الذي رأى في الإسلام روح الأمة ورسالتها الحضارية. أو حتى انطوان سعادة في نظرته إلى المتحد القومي على أساس علماني غير معادٍ للدين. (المسألة الكردية والأمازيغية والقبطية) لولا أن الممارسة السياسية للنظام السياسي العربي جاءت في اتجاه مختلف. من هنا نعتقد أن فكرة العروبة كرابطة حضارية هي أفضل ما يمكن أن يعاد بناء الفكر القومي عليه في المرحلة المعاصرة. العروبة بصفتها الهوية الثقافية والحضارية غير المعادية للتراث الديني بتفرعاته الإسلامية والمسيحية.
اطّلع المثقفون العرب على الفكر القومي الغربي (الأوروبي) بصيغته النظرية قبل أن يتجسد في الدولة القومية في النصف الأول من القرن العشرين. لكن هذا الفكر القومي ارتبط بأفكار النهضة بداية وعنى بشكل خاص موضوع الإصلاح. لقد بدأت فكرة الدولة القومية كمشروع لبناء دولة حديثة مرتبطة بتطور الاقتصاد وحق الأسواق البرجوازية بالحدود والحماية. قاوم هذا الفكر الهيمنة السياسية للكنيسة والإقطاع. الكنيسة بما هي مشروع فوق قومي والإقطاع بصفته عنصر تجزئة وتخلف في وجه السوق القومي واحتياجاته للتوسع والنمو.

### دور الجمعيات العربية في بداية القرن العشرين
بدأ نشاط الجمعيات والتنظيمات القومية العربية بعد انقلاب عام 1908 الذي قادته جمعية الاتحاد والترقي والذي أدى إلى بروز عنصرية معادية للعرب وفرض سياسة التتريك على العرب. ولأن الاتحاديين قاموا بحل الجمعيات العربية التي كان معظمها ينادي بالإخاء العربي التركي، لجأ العرب إلى العمل السري من خلال الجمعيات التي كان أهمها الجمعية القحطانية (1909) وجمعية العربية الفتاة (1911).

### القرن الحادي والعشرين
تراجعت مشاريع الوحدة العربية نتيجة لعوامل عديدة داخلية وخارجية أهمها فشل الوحدة السورية المصرية وهزيمة حزيران 1967 والتناحر بين التيارات القومية وخاصة بين البعثيين والناصريين واتفاقية كامب ديفيد. أدى تراجع المشروع القومي إلى صعود القطرية والمشاريع الوطنية كبديل للمشروع الوحدوي العربي. وبعد عقدين أو أكثر من الانكفاء القطري والتناحر العربي الداخلي، ظهر فشل المشاريع القطرية في تحقيق التنمية والحرية والسيادة، بل ازدادت الخلافات ونشبت حروب أهلية داخل القطر الواحد وحروب بين الأقطار. وكرد على فشل المشاريع القطرية، يؤمن مفكرو القومية العربية أن الأصل في الوحدة، لأن الوحدة المنسجمة هي خير محض، وأن التجزئة القطرية عارضة ومصطنعة بدأها الاستعمار واستكملتها أنظمة الحكم القمعية لتقوية الشعور القُطري وواقع التجزئة والحفاظ على عروش اغتصبوها وكراسٍ لم يستحقوها. ومن الأدلة الواضحة على هذا الإبعاد المتعمد للشعب عن فكرة القومية إحياء النزعات العرقية (من فرعونية وفينيقية وإفريقية، الخ) ورفع شعارات القطرية بكل وضوح ووقاحة أحياناً، مثل شعار «الأردن أولاً» و«لبنان أولاً» الخ، واستبدال العربية بالإنجليزية أو الفرنسية وتصوير العربية كلغة الطبقات الدنيا في المجتمع. وما حدث من تجييش إعلامي وتضخيم سياسي لمباراة مصر والجزائر والتداعيات الخطيرة قبلها وخلالها وبعدها كان قمة السقوط للأنظمة الحاكمة. ولذلك فهي حالة شرّ وفساد. تبدأ هذه الوحدة من وحدة اللغة والمشاعر والثقافة والتاريخ والجغرافيا وتستمر بحكم التحديات المشتركة (حالة الاستعمار والتخلف والجهل). وأضيفت في الأدبيات القومية الأخيرة (مثل المشروع النهضوي العربي) مسألتا المستقبل المشترك والمنافع المشتركة (التكامل الاقتصادي) كدوافع إضافية لنشوء الوحدة العربية.
بعد التجارب السابقة وتحكم فئات لم تؤمن بالقومية العربية في مصير أنظمة حسبت على القومية العربية، تنبه المفكرون القوميون إلى أهمية الديمقراطية ودولة المواطنة في الفكر القومي العربي. وبالتالي أصبح الطرح أكثر موائمة للواقع الحالي للأقطار العربية ولمخاوف المواطنين من استبدال النظام القمعي القطري (سواء كان طائفياً أو فئوياً أو عشائرياً أو إقليمياً) بنظام قمعي قومي أكثر قوة وشرعية. من شأن هذا الطرح الجديد أن يجذب فئات متخوفة أو معارضة تقليدياً للمشروع القومي مثل الأقليات العرقية والدينية.

### بعدالربيع العربي
بعد أحداث الربيع العربي، وصل التيار الإسلامي إلى السلطة في عدة أقطار عربية أبرزها تونس ومصر وليبيا. إضافة إلى ذلك، استلمت تيارات دينية شيعية السلطة في العراق بعد الغزو الأمريكي وسقوط نظام صدام حسين. مر العراق منذ عام 2005 بأخطر أزمة طائفية منذ الغزو الصفوي واحتلال بغداد في القرنين السادس عشر والسابع عشر. هذا العنف الطائفي المستمر تفاقم مع انطلاق الثورة السورية وقمعها الدموي من طرف النظام وحلفائه الشيعة، مما أدى إلى احتقان طائفي وعمليات انتقام نفذتها مجموعات من المعارضة السورية. دعت هذه الأحداث المثقفين العرب لنبذ العنف والتفكير في مشروع عربي إسلامي جديد ينهض بالأمة. وفي هذا السياق، برز التوجه القومي العربي للمرشحين الاثنين لانتخابات الرئاسة المصرية 2014؛ عبد الفتاح السيسي وحمدين صباحي، وشبه المحللون الاثنين بجمال عبد الناصر، وعادت إلى الواجهة الإشارة إلى القضايا القومية العربية ومواجهة التحديات التي تواجه الأمة العربية، ومحاولة إقامة دولة الوحدة العربية.
وفي هذا السياق، يرى وزير الإعلام السوري السابق محمد أحمد الزعبي أن الأفكار والمبادئ البعثية التي ناهز عمرها نصف قرن، ما تزال أفكارا تنبض بالحياة، وتعبر عن حركات التحرر الوطني العربية، التي تجسدها ثورات الربيع العربي، ولهذا باتت الشعارات الثلاثة التي تمثل خلاصة فكر عفلق (الوحدة والحرية والاشتراكية) شعارات العديد من حركات التحرر في مختلف أقطار الوطن العربي. وبحسب الزعبي، فإن الممارسات الخاطئة التي مارستها وتمارسها قوى وعناصر سياسية وأيديولوجية حملت وتحمل اسم البعث هي انحراف بيّن عن الفكر الحقيقي للبعث، وعن فكر قائده المؤسس أحمد ميشيل عفلق، ولا سيما فيما يتعلق بالممارسة الديمقراطية وحقوق الإنسان.

## مؤسسو الفكر القومي العربي الحديث
كانت بدايات الفكر القومي العربي الحديث في سورية في ظل الحكم العثماني وحالة التردي الذي أصاب السلطنة العثمانية في القرن الأخير من عمرها. في هذه الظروف، وخلال أواخر القرن التاسع عشر وأوائل القرن العشرين برز عدد من المفكرين القوميين الذين كان لهم الفضل في وضع اللبنات الأساسية للفكر القومي العربي ومن أبرز هؤلاء:

### ساطع الحصري
كانت الوحدة العربية محور كل كتابات ساطع الحصري. كان ساطع الحصري مثقفا ومهتما بمجال التعليم بالدرجة الأولى بحكم عمله في التدريس. يعد الحصري من أوائل الذين وضعوا لبنات الوحدة الثقافية باعتبارها خطوة على طريق تحقيق الوحدة العربية. كانت رؤية الحصري الثقافية تركز على تعزيز اللغة العربية وإحياء التاريخ العربي وتحقيق وحدة المناهج التعليمية في الوطن العربي ورفض وجود أدب قطري بديل عن الأدب العربي.
رفض الحصري الكيانات السياسية المصطنعة التي تخدم الاستعمار ودعا إلى دولة عربية واحدة شاملة. عارض أيضًا انصهار الأمة العربية ثقافيا في أطر أعم مثل ثقافة البحر المتوسط ورأى أن تحقيق الوحدة الإسلامية مستحيل بحكم تعدد القوميات والثقافة، ولكن تحقيق التضامن الإسلامي واجب. عارض ساطع الحصري الدعوة الشيوعية الأممية واعتبرها مدمرة للفكر الوحدوي وتسعى أنها تسعى إلى القضاء على الروح القومية العربية لصالح الروح الأممية.
رغم اعتراف الحصري بأهمية المصالح الاقتصادية، إلا أنه رفض أن تكون هذه المصالح الاقتصادية شرطًا لتحقيق الوحدة، لأن مقومات الوحدة بالنسبة له كانت مبدئية. رفض الحصري أيضًا المشاريع الوحدوية الإقليمية (مثل وحدة وادي النيل والهلال الخصيب والمغرب العربي) لأن هذه قد تعيق الوحدة العربية الشاملة. كان الحصري يعلق على مصر آمالًا عريضة بأن تلعب دور دورًا محوريًا في تحقيق الوحدة العربية كما كان دور بروسيا في تحقيق الوحدة الألمانية.

## الأمة في الفكر القومي العربي
يرى محمد عزة دروزة العرب كجنس واحد ينشد الوحدة السياسية والتاريخية منذ البدء ومن أقدم أزمنة التاريخ. وبالتالي فإن مطلب الوحدة القومية، من وجهة نظر دروزة، هو مطلب يتخطى التاريخ الواقعي ويهيمن عليه. إنه بداهة التاريخ العربي التي يتعين إكمالها بوحدة فعلية شاملة قوامها التوحيد السياسي، وهذه ضرورة تاريخية يفرضها الواقع العربي.
تلعب الأهمية الحاسمة للعوامل اللغوية والروحية، العاطفية والمعنوية دوراً حاسماً لدى ساطع الحصري. يحاكي الحصري دروزة حيث يؤمن بأن الشعور القومي معطى أزلي وثابت، متأصل لدى كافة الأفراد المنتسبين للأمة. واللغة من هذا المنظور هي من أهم الروابط المعنوية.
تتشكل دولة الأمة من تطابق حدودها الثقافية اللغوية مع حدودها السياسية. وقد سعى المفكرون القوميون العرب إلى مأسسة الدولة على قاعدة الأمة المنشودة، التي يتسع مداها لتشمل كل الناطقين بالعربية لتتحول مجموعة الدول القومية إلى شكل أسمى لدولة الأمة.
رأى زكي الأرسوزي مفكر ومؤسس حزب البعث أن الانتماء يقوم على شعور فطري سابق على العقل، فلا مناص للفرد من انتمائه القومي. ولهذا كان يقول: إن البعث يقوم على الشعور القومي الذي هو فيما وراء العقل، في الغريزة.

## الفكر القومي العربي الحديث

### الاتجاهات الفكرية في الحركة القومية العربية
تبرز في الفكر القومي العربي عدة اتجاهات فكرية رئيسية هي:
- الاتجاه اليساري (أو الاشتراكي): ومن المنظمات التي تمثله حركة القوميين العرب وحزب البعث العربي الاشتراكي وحزب الاتحاد الاشتراكي العربي الديمقراطي.
- الاتجاه الديني الإسلامي: ويمثله مفكرون مثل عبد الرحمن الكواكبي ومحمد عزة دروزة وفهمي هويدي وعبد الوهاب المسيري ومحمد عابد الجابري ومحمد سليم العوا ومنير شفيق.
- الاتجاه التقدمي الديمقراطي: ويمثله مفكرون مثل ساطع الحصري وخير الدين حسيب وعزمي بشارة.
- الاتجاه الوسطي: وتمثله الحركة الناصرية بأحزابها المختلفة.

برز في الآونة الأخيرة اتجاه قومي عربي شعبي، انتشر من خلال الثورات العربية وأعلن عن نفسه من خلال صفحات عديدة على الفيس بوك، يدعو إلى إقامة وحدة عربية تبدأ من الأقطار العربية المحررة حتى الآن (تونس ومصر وليبيا) وتمتد لتشمل كل بلد يحرر من طغيان الأنظمة الحاكمة.

## الثورة العربية الكبرى والدولة العربية الموحدة
أعلن الشريف حسين بن علي الحرب على العثمانيين باسم العرب جميعاً. وكانت مبادئ الثورة العربية قد وضعت بالاتفاق ما بين الحسين بن علي وقادة الجمعيات العربية في سوريا والعراق في ميثاق قومي عربي غايته استقلال العرب وإنشاء دولة عربية متحدة قوية، وقد وعدت الحكومة البريطانية العرب من خلال مراسلات حسين – مكماهون (1915) بالاعتراف باستقلال العرب مقابل اشتراكهم في الحرب إلى جانب الحلفاء ضد الأتراك. ونشرت جريدة «القبلة» بياناً رسمياً برفع العلم العربي ذي الألوان الأربعة ابتداءً من (9 شعبان 1335\10 حزيران/يونيو 1917) وهو يوم الذكرى السنوية الأولى للثورة. وقال البيان أن العلم الجديد يتألف من مثلث أحمر اللون تلتصق به ثلاثة ألوان أفقية متوازية هي الأسود في الأعلى متبوعا بالأخضر في الوسط والأبيض في الأسفل. وتشير الألوان الأفقية المرفوعة إلى شعارات رفعها العرب قديما (الأسود: الدولة العباسية) (الأخضر: الدولة الأموية في الأندلس) (الأبيض: الدولة الأموية)؛ أما المثلث الأحمر فيشير إلى الثورة والتحرر. وقد جمع العلم في ألوانه الأربعة رموز الاستقلال والتاريخ العربي في كل الأزمنة، واستمر العلم حتى عام 1964.

## الجمهورية العربية المتحدة
في عام 1958 قامت بقيادة جمال عبد الناصر وحدة اندماجية بين مصر وسورية، وسميت الدولة الوليدة بالجمهورية العربية المتحدة، إلا أن هذه الوحدة لم تعمر طويلاً، حيث حدث انقلاب في الإقليم السوري في شباط/فبراير من عام 1961 أدى إلى إعلان الانفصال ثم تم عقد معاهدة وحدة متأنية مع العراق وسوريا عام 1964 إلا أن وفاة الرئيس العراقي المشير عبد السلام عارف عام 1966 ثم حرب 1967 حالت دون تحقيق الوحدة. علما أن مصر استمرت في تبني اسم الجمهورية العربية المتحدة وذلك لغاية عام 1971 بعد تولي أنور السادات للحكم.

## العلاقة بين العروبة والإسلام
كان موضوع العلاقة بين العروبة والإسلام إشكاليًا لدى كثير من المفكرين، فبعض المفكرين القوميين من ذوي التوجه الإسلامي مثل عبد الرحمن الكواكبي ومحمد عزة دروزة ومؤسس البعث ميشيل عفلق وعصمت سيف الدولة ربطوا العروبة بالإسلام بوضوح وأقروا بأن الإسلام كان وسيلة العرب إلى الحضارة والرفعة. وفي الطرف الآخر، نجد من بعض المفكرين القوميين من ذوي الاتجاه اليساري خصوصا من فصلوا بين الاثنين وقالوا بعظمة العرب قبل الإسلام، ومن أبرز هؤلاء زكي الأرسوزي. ومن بين المفكرين الإسلاميين، رد الشيخ يوسف القرضاوي في اجتماع المؤتمر القومي الإسلامي في الدوحة في كانون الأول/ديسمبر 2006 على المنادين بفصل الإسلام عن العروبة (وبخاصة من التيار الوهابي) قائلا: 
| قومية عربية | من يريد أن يفصل بين العروبة والإسلام كمن يريد أن يفصل بين الروح والجسد | قومية عربية |

وحول موضوع أولوية الوحدة العربية أو الوحدة الإسلامية، يقول المفكر عصمت سيف الدولة في كتابه عن العروبة والإسلام:
ويقول في مقدمة الطبعة الثانية من كتابه نفسه:
| قومية عربية | في الوطن العربي طائفتان اختلفتا فاتفقتا. طائفة تناهض الإسلام بالعروبة وطائفة تناهض العروبة بالإسلام. فهما مختلفتان. وتجهل كلتاهما العروبة والإسلام كليهما فهما متفقتان. وإنهما لتثيران في الوطن العربي عاصفة غبراء من الجدل تكاد تضل الشعب العربي المسلم عن سبيله القويم. وانهما لتحرضان الشباب العربي على معارك نكراء تكاد تلهيه عن معركة تحرير أمته. هذا حديث إلى الشعب العربي عن الطائفتين تباعاً. سيقول نفر ممن يقرأونه: ما بال هذا الرجل يتلو آيات الكتاب لا يلتمس فيها عوناً من رجال الدين، فنقول لأننا مسلمون، ولا كهانة في الإسلام. وسيقول نفر: ما باله يتحدث عن الأمة العربية لا يلتمس عوناً من مفكريها ؟ فنقول لهم: هذا مذهبنا. مذهبنا الإسلامي في القومية ومذهبنا القومي في الإسلام، فلينظروا ماذا هم فاعلون. أما الطائفتان فسينظرهم الشعب العربي إلى حين | قومية عربية |

## القومية العربية وأنظمة الأمر الواقع
منذ اتفاقية كامب ديفيد، تبنت معظم الأنظمة العربية شعارات جديدة تمجد الانتماء القطري وتضعه في مقدمة الأولويات. ازداد هذا الشعار ظهوراً بعد الفشل الذريع الذي منيت به الأنظمة على صعد التنمية والاقتصاد وزيادة البطالة ومشاكل التعليم والصحة، فأصبحت (الأنظمة) تنمي مشاعر التفرقة وتقيم الجدران بين قطر وآخر. علاوة على ذلك، أصبحت شعارات تمجد الانفصال والنزعة القطرية مثل (الأردن أولاً ولبنان أولاً، والسعودية فوق الجميع، الخ) شيئاً عادياً ومألوفاً، وأصبح كل نظام عربي يحاول العثور على انتماء غير عربي سواء كان فرعونياً أو فينيقياً أو أفريقياً، أو أي شيء آخر. ولكن هذا التوجه الانغلاقي الضيق لم يجلب سوى المصائب على المستوى القطري والمستوى القومي، فلم تستطع الأنظمة حل مشاكلها الداخلية أو الحفاظ على أمنها أو تحقيق النمو والازدهار لشعبها. عانت دول مثل مصر والجزائر والعراق ولبنان واليمن من عنف دموي أو انقسام طائفي وصل أحياناً حد الحروب الأهلية، ولم تستطع معظم الأقطار العربية تخفيض معدلات البطالة العالية أو الفقر أو الجهل أو الأمية.

## معارضة الفكر القومي العربي
تأتي معارضة الفكر القومي من ثلاثة فرق رئيسية:
- التيار الوطني الليبرالي:

عارض المد القومي مجموعة من المفكرين الليبراليين المتعلقين بالغرب والذين يدعون إلى الحفاظ على السيادة الوطنية بحجة وجود هوية أو هويات قطرية نابعة من حضارات مرت على الوطن العربي واندثرت الآن من فينيقية وفرعونية وكنعانية وبابلية، الخ. يبرز هذا التيار بأقوى صوره في مصر ولبنان. على سبيل المثال، رأى بعض الكتاب المصريين من أمثال أحمد لطفي السيد وطه حسين ونجيب محفوظ ولويس عوض أن هناك اختلافات ثقافية بين مصر وبقية الدول العربية وادعوا بأن هناك ثقافة مصرية ولغة مصرية، الخ. في نفس السياق، برز بعض اللبنانيين المنادين بقومية لبنانية مثل سعيد عقل. تندرج معظم الأنظمة الحاكمة ومفكريها ضمن هذا التيار مع بعض الاستثناءات مثل السعودية.
- رجال الدين:

لاقت القومية العربية معارضة من بعض رجال الدين المسلمين وبخاصة من التيار الوهابي، الذين شككوا بنوايا مؤسسي الفكر القومي، واتهموا الفكر القومي بافتقاره الأيديولوجية اللازمة للتعامل مع الإنسانية والمجتمع سواء في بلاد الإسلام أو خارجها. واتهموا القوميين بأنهم تلقوا أفكارهم من أحضان الغرب والماسونية. برز هذا الفكر أساسا في السعودية كجزء من حالة الاستقطاب التي كانت سائدة بين الأنظمة القومية من جهة والأنظمة الملكية المرتبطة عموما بالغرب والتي يصفها القوميون واليساريون بالرجعية. بالمقابل، يؤيد مفكرو الإخوان المسلمين كسيد قطب الوحدة العربية ويرونها مدخلاً للوحدة الإسلامية. ربما كان السبب في معارضة بعض رجال الدين هو الميول الاشتراكية لبعض مفكري القومية العربية وبعض الأحزاب القومية مثل البعث. وفي هذا المقام، لا بد من الإشارة إلى أن كثير من المفكرين القوميين هم إما علماء دين مثل عبد الرحمن الكواكبي أو ذوو اتجاه ديني مثل محمد عزة دروزة. إضافة إلى ذلك، شدد مفكرو القومية العربية على دور الإسلام في صياغة الفرد العربي والأمة العربية، وفي هذا يقول مؤسس البعث ميشيل عفلق:
- التيار الشيوعي:

يؤمن الشيوعيون بالعالمية، وفي الرؤية الماركسية، الشيوعية هي مرحلة حتمية في تاريخ البشرية، تأتي بعد مرحلة الاشتراكية التي تقوم على أنقاض المرحلة اللا قومية. برز هذا التناقض والخلاف بين الشيوعيين والقوميين خلال عهد حزب البعث العربي الاشتراكي في العراق وسورية وخلال حكم جمال عبد الناصر في مصر.
- التيارات القومية للأقليات:

اصطدمت القومية العربية منذ انطلاقها بتيارات قومية معارضة ويتعلق الأمر بالقومية الكردية في كل من العراق سوريا ثم القومية الأمازيغية في كل من المغرب العربي، بالإضافة إلى معارضة من جماعات زنجية في جنوب السودان وموريتانيا.[بحاجة لمصدر]

## تجدد القومية العربية
رافق صعود الإسلام السياسي في الوطن العربي تراجع للتيار القومي العربي، دون أن يعني ذلك وجود تراجع بين التيارين. فالتيارات الإسلامية بطبيعتها وفكرها عابرة للحدود وهي تؤمن بالوحدة العربية ولكن ذلك عن طريق إقامة الدولة الإسلامية. هذا التراجع للتيار القومي أدى إلى الخروج من السلطة في بعض الأقطار (كالعراق ومصر واليمن وليبيا) أو الانكفاء الداخلي والتبعية لقوى خارجية. أبرزت هذه التحديات ضرورة تجديد الخطاب القومي العربي وتحديث مشروعه والتعريف به والتعاون مع القوى الأخرى على الساحة العربية بغية إنشاء المشروع القومي.

### القومية العربية وثورات الربيع العربي
بعد قيام ونجاح الثورة في تونس ومصر وليبيا واليمن، برزت دعوات جديدة وتيارات وصفحات على مواقع التواصل الاجتماعي تدعو إلى إقامة الوحدة العربية على يد الشعب العربي في الدول التي تنتصر فيها الثورة، ومن أبرز هذه الصفحات صفحات نواة الوحدة العربية واتحاد الأفراد والجماعات المطالبين بالوحدة العربية وربيع الثورات العربية.

## تمجيد القومية العربية
كنتيجة للشعور القومي برزت هناك منذ بدايات القرن الماضي أشعار وأناشيد قومية تغنت بالوطن العربي مثل موطني وبلاد العرب أوطاني وفي سبيل المجد موطني قصيدة للشاعر إبراهيم طوقان، كتبت في العام 1934 أثناء توتر العلاقات بين بريطانيا والدول العربية والرغبة في إنشاء دولة عربية متحدة قوية، وأصبحت النشيد غير الرسمي لفلسطين. لحنها محمد فليفل. اعتمدت في العام 2004 كنشيد لجمهورية العراق لتحل عوضاً عن نشيد أرض الفراتين.

## وصلات خارجية
- القومية العربية إلى أين؟
- رابط قناة الاناشيد القومية العربية على اليوتيوب
- نشيد موطني